# Trans-la-Forêt
Trans-la-Forêt è un comune francese di 568 abitanti situato nel dipartimento dell'Ille-et-Vilaine nella regione della Bretagna.

## Società

### Evoluzione demografica
Abitanti censiti